# Милиард
Милиард (от френски: milliard) е число, равно на 1 000 000 000, или 109 (10 на 9-а степен), или хиляда милиона. Обикновено се съкращава млрд.
В системата SI на милиард съответстват представките: за кратни на милиард – G (гига) (109), за дробни (милиардни) части – n (нано) (10−9).
Думата милиард (в съответните варианти) е обичайна за повечето езици, с изключение на английския. От началото на 20 век в американския английски за числото „1 с девет нули“ вместо милиард се използва думата billion (билион). Това постепенно се налага в разновидностите на английския език и често подвежда невнимателните преводачи. В повечето други езици обаче думата се е запазила, например: „miljardi“ във финландски, „milliard“ в норвежки и датски, „miliard“ в полски и румънски, „miliarda“ в чешки, „Milliarde“ в немски, „milliárd“в унгарски, „miliardo“ в италиански и на есперанто, „milijarda“ в словенски и хърватски, „миллиард“ в руски, „milijarda/милијарда“ в сръбски, „millardo“ в испански, „miliyard“ в персийски, „milyar“ в турски, מיליארד (на иврит, където също се произнася милиард), и т.н.
- При числата над един милион образуването на наименованието е тривиално, като при четен брой тройки нули наименованието завършва на „-илион“ (за всички 106n).
- При нечетен брой тройки нули наименованието завършва на „-илиард“ (за всички 106n+3).

| едно        | 1                                         | 100   |
| хиляда      | 1000                                      | 103   |
| милион      | 1 000 000                                 | 106   |
| милиард     | 1 000 000 000                             | 109   |
| билион      | 1 000 000 000 000                         | 1012  |
| билиард     | 1 000 000 000 000 000                     | 1015  |
| трилион     | 1 000 000 000 000 000 000                 | 1018  |
| трилиард    | 1 000 000 000 000 000 000 000             | 1021  |
| квадрилион  | 1 000 000 000 000 000 000 000 000         | 1024  |
| квадрилиард | 1 000 000 000 000 000 000 000 000 000     | 1027  |
| пентилион   | 1 000 000 000 000 000 000 000 000 000 000 | 1030  |
| пентилиард  | ...                                       | 1033  |
| секстилион  | ...                                       | 1036  |
| секстилиард | ...                                       | 1039  |
| септилион   | ...                                       | 1042  |
| септилиард  | ...                                       | 1045  |
| октилион    | ...                                       | 1048  |
| октилиард   | ...                                       | 1051  |
| нонилион    | ...                                       | 1054  |
| нонилиард   | ...                                       | 1057  |
| децилион    | ...                                       | 1060  |
| децилиард   | ...                                       | 1063  |
| ...         | ...                                       | ...   |
| сентилион   | ...                                       | 10600 |

## Преносно значение
Често думата се използва преносно за обозначаване на голямо множество, но обикновено е хипербола.